# Blur

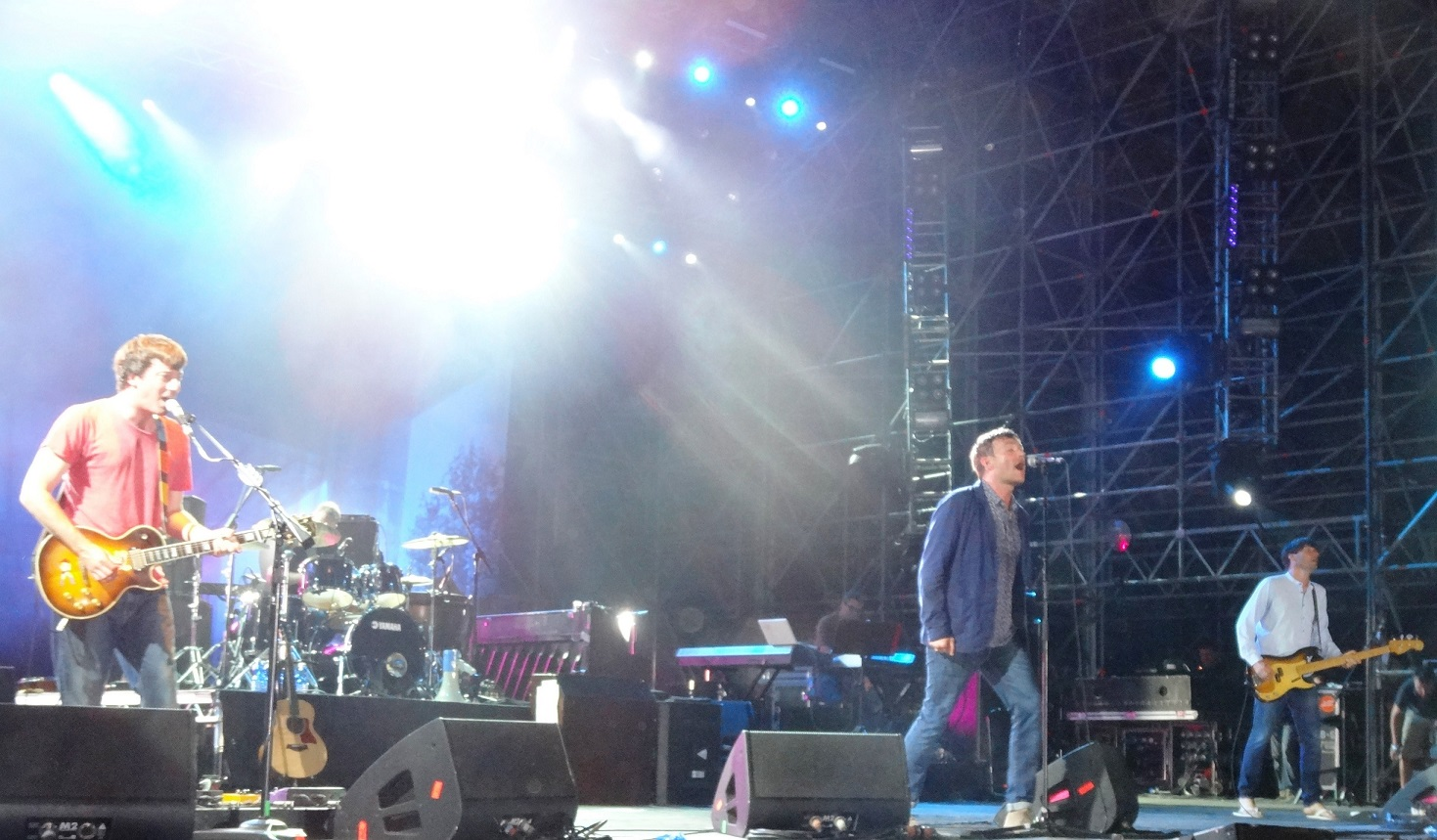
Blur, 2013

Blur là ban nhạc rock người Anh được thành lập tại London vào năm 1988. Ban nhạc bao gồm ca sĩ/keyboards/guitar Damon Albarn, ca sĩ/guitar Graham Coxon, tay bass Alex James và tay trống Dave Rowntree. Album đầu tay của họ Leisure (1991) được xây dựng từ phong cách Madchester và Shoegazing. Sau khi đi theo phong cách của những ban nhạc Anh lừng lẫy khác là The Kinks, The Beatles và XTC, Blur sau đó cho phát hành các album Modern Life Is Rubbish (1993), Parklife (1994) và The Great Escape (1995). Tiếp đó, họ góp phần định hình nên thể loại Britpop trở nên nổi tiếng toàn nước Anh, cạnh tranh trực tiếp với ban nhạc Oasis.
Với sản phẩm tiếp theo của họ Blur (1997), ban nhạc đã trực tiếp cải tiến âm thanh gần với phong cách lo-fi của các nhóm indie rock từ Mỹ. Album này, đặc biệt với đĩa đơn "Song 2", đã đưa Blur tới với công chúng Mỹ. Sau đó, album 13 (1999) lại cho thấy ban nhạc bắt đầu thử nghiệm với âm nhạc điện tử và cả nhạc phúc âm với phần ca từ mang nhiều tính trải nghiệm cá nhân hơn từ Albarn. Năm 2002, Coxon rời khỏi Blur khi cả nhóm đang tiến hành thu âm album thứ 7 có tên Think Tank (2003). Với nhiều tính điện tử và rất ít các âm thanh guitar, album cho thấy mối quan tâm rất lớn của Albarn tới hip hop và âm nhạc châu Phi. Sau khi đi tour vào năm 2003 mà không có Coxon, ban nhạc quyết định dừng việc thực hiện các sản phẩm cũng như lưu diễn, để các thành viên thực hiện các dự án khác.
Blur tái hợp vào năm 2009, cùng với Coxon, với một chuỗi các buổi biểu diễn lớn nhỏ. Những năm sau đó, họ tiếp tục cho ra mắt các đĩa đơn, album tuyển tập và đi tour trên toàn thế giới. Năm 2012, ban nhạc được trao giải Brit cho những cống hiến âm nhạc. Album gần đây nhất của họ, The Magic Whip (2015), là album phòng thu thứ 6 liên tiếp của Blur đạt vị trí quán quân tại Anh.

## Danh sách đĩa nhạc
- Leisure (1991)
- Modern Life Is Rubbish (1993)
- Parklife (1994)
- The Great Escape (1995)
- Blur (1997)
- 13 (1999)
- Think Tank (2003)
- The Magic Whip (2015)
- The Ballad of Darren (2023)